# Géorgie du Sud-et-les îles Sandwich du Sud
Pour les articles homonymes, voir Géorgie du Sud et Îles Sandwich du Sud.
La Géorgie du Sud-et-les îles Sandwich du Sud (en anglais : South Georgia and the South Sandwich Islands ; en espagnol : Islas Georgias del Sur y Sandwich del Sur) est un territoire britannique d'outre-mer situé dans le Sud de l'océan Atlantique. Il est composé de l'île de Géorgie du Sud et des îlots proches ainsi que de l'archipel des îles Sandwich du Sud. Administré depuis les îles Malouines situées au nord-ouest, le territoire est, comme ces dernières, revendiqué par l'Argentine.

## Histoire
La Géorgie du Sud, qui tire son nom de George III, a été découverte en 1675 par le marchand britannique Anthony de la Roché. Celui-ci, de retour d'un voyage commercial au Chili et remontant vers l'Europe, avait été dévié de sa route par une tempête. Les îles Sandwich du Sud ont été découvertes par le capitaine James Cook en 1775.
Pendant la Seconde Guerre mondiale, de l'automne 1943 à l'automne 1944, la Royal Navy a déployé un vaisseau marchand armé pour patrouiller la Géorgie du Sud et les eaux antarctiques contre des raids allemands, en plus de protections côtières encore visibles de nos jours à Cumberland Bay et Stromness Bay, armé de volontaires choisis parmi les baleiniers norvégiens.
Le centre de recherches de King Edward Point, non loin de l'ancienne station baleinière norvégienne de Grytviken, est devenu une petite garnison après la guerre des Malouines. Il a été rendu à un usage civil en 2001 et est exploité par le British Antarctic Survey. Ce dernier dispose également d'une station biologique sur l'île Bird, au nord-ouest de la Géorgie du Sud. Les îles Sandwich du Sud sont quant à elles inhabitées.
Anciennes stations baleinières :
- Grytviken (centre-nord de l'île) ;
- Leith Harbour (centre-nord de l'île) ;
- Stromness (centre-nord de l'île) ;
- Husvik (centre-nord de l'île) ;
- Prince Olav Harbour (nord de l'île) ;
- Godthul (centre-sud de l'île) ;
- Ocean Harbour (centre-sud de l'île).

## Géographie
La Géorgie du Sud-et-les Îles Sandwich du Sud est située dans le Sud de l'océan Atlantique, entre l'Amérique du Sud et l'Antarctique. Les îles Malouines, un autre territoire britannique d'outre-mer, sont situées à environ 1 300 kilomètres en direction du nord-ouest. Le territoire couvre une superficie de 4 190 km2 répartie entre la Géorgie du Sud avec 3 755 km2 de superficie et les îles Sandwich du Sud avec 310 km2 de superficie.

### Géorgie du Sud

Carte de la Géorgie du Sud et des îles proches.

La Géorgie du Sud est une île de 170 kilomètres de longueur, très montagneuse, dont le point culminant est le mont Paget avec 2 935 mètres d'altitude, couverte de glaciers et riche en faune.
Les îles de Géorgie du Sud qui l'entourent et quelques rochers isolés à l'ouest et au sud-est se composent de :
| Nom              | Superficie (km2) | Point culminant      | Coordonnées          |
| ---------------- | ---------------- | -------------------- | -------------------- |
| Shag Rocks       | 0,2              | 75 m                 | 53° 38′ S, 41° 48′ O |
| Black Rock       |                  |                      | 53° 39′ S, 41° 48′ O |
| Îles Welcome     | 6,4              | 88 m                 | 53° 58′ S, 37° 29′ O |
| Île Bird         | 3,9              | Rocher Peak (365 m)  | 54° 00′ S, 38° 03′ O |
| Île Trinity      |                  |                      | 54° 00′ S, 38° 10′ O |
| Îles Willis      |                  | 550 m                | 54° 00′ S, 38° 11′ O |
| Black Rocks      |                  |                      | 54° 08′ S, 36° 38′ O |
| Géorgie du Sud   | 3 755            | Mont Paget (2 935 m) | 54° 15′ S, 36° 45′ O |
| Île Annenkov     |                  | Olstad Peak (650 m)  | 54° 29′ S, 37° 05′ O |
| Îles Pickersgill |                  |                      | 54° 37′ S, 36° 45′ O |
| Île de Cooper    | 2,6              | 416 m                | 54° 48′ S, 35° 47′ O |
| Clerke Rocks     |                  | 242 m                | 55° 01′ S, 34° 41′ O |

### Îles Sandwich du Sud

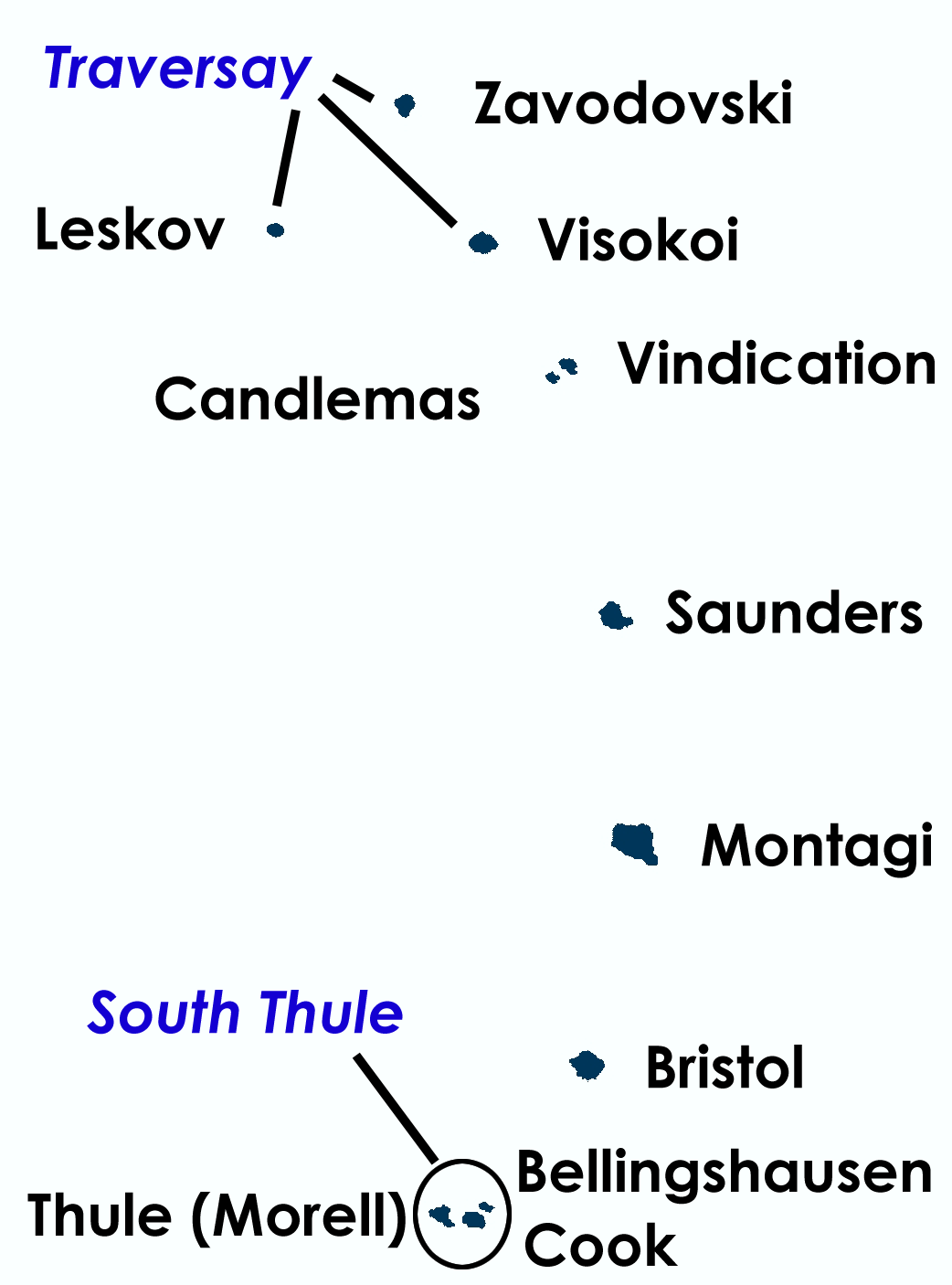
Carte des îles Sandwich du Sud.

Les îles Sandwich du Sud forment un arc volcanique de onze petites îles inhabitées.
| Nom                        | Superficie (km2) | Point culminant        | Coordonnées          |
| -------------------------- | ---------------- | ---------------------- | -------------------- |
| Îles Traversay             |                  |                        |                      |
| Île Zavodovski             | 25               | Mont Curry (550 m)     | 56° 18′ S, 27° 34′ O |
| Île Leskov                 | 0,3              | Rudder Point (190 m)   | 56° 40′ S, 28° 08′ O |
| Île Visokoi                | 35               | Mont Hodson (915 m)    | 56° 42′ S, 27° 13′ O |
| Îles Candlemas             |                  |                        |                      |
| Île Candlemas              | 14               | Mont Andromède (550 m) | 57° 05′ S, 26° 39′ O |
| Île Vindication            | 5                | Quadrant Peak (430 m)  | 57° 06′ S, 26° 47′ O |
| Îles Centrales             |                  |                        |                      |
| Île Saunders               | 40               | Mont Michael (990 m)   | 57° 48′ S, 26° 28′ O |
| Île Montagu                | 110              | Mont Belinda (1 370 m) | 58° 25′ S, 26° 23′ O |
| Île Bristol                | 46               | Mont Darnley (1 100 m) | 59° 03′ S, 26° 30′ O |
| Thule du Sud               |                  |                        |                      |
| Île Bellingshausen         | 1                | Basilisk Peak (255 m)  | 59° 25′ S, 27° 05′ O |
| Île Cook                   | 20               | Mont Harmer (1 115 m)  | 59° 26′ S, 27° 09′ O |
| Île Thule (ou île Morrell) | 14               | Mont Larsen (710 m)    | 59° 27′ S, 27° 18′ O |

### Faune
Les îles de Géorgie du Sud-et-les Îles Sandwich du Sud sont un important lieu de nidification de nombreuses espèces d'oiseaux des îles subantarctiques et de l'Antarctique. Les trente espèces suivantes y ont été répertoriées : le Manchot royal (Aptenodytes patagonicus), le Manchot Adélie (Pygoscelis adeliae), le Manchot à jugulaire (Pygoscelis antarcticus), le Manchot papou (Pygoscelis papua), le Gorfou doré, gorfou sauteur, albatros hurleur, albatros à sourcils noirs, albatros à tête grise, albatros fuligineux, pétrel géant, pétrel de Hall, damier du Cap, pétrel des neiges, prion de la Désolation, prion colombe, prion bleu, puffin gris, océanite de Wilson, océanite à ventre noir, océanite néréide, puffinure de Géorgie du Sud, puffinure plongeur, cormoran géorgien, canard à queue pointue, sarcelle tachetée, grand Labbe, goéland dominicain, sterne couronnée, pipit antarctique.

## Politique
La Géorgie du Sud-et-les Îles Sandwich du Sud est un territoire britannique d'outre-mer administré depuis les îles Malouines par un représentant de la Couronne britannique. Leur défense est sous la responsabilité du Royaume-Uni.
Depuis 1982, le territoire célèbre le jour de sa libération le 14 juin.
Une Constitution a été adoptée le 3 octobre 1985. Le système juridique est basé sur la Common Law britannique.

## Économie
Bien que le territoire de Géorgie du Sud-et-les Îles Sandwich du Sud soit administré depuis les îles Malouines, il n'en utilise pas la monnaie : le territoire adhère à la banque d'Angleterre et utilise la livre sterling.
Le territoire produit des revenus de moins de 300 000 euros et a des dépenses de 500 000 euros. Son budget déficitaire est compensé par des subsides réguliers du Royaume-Uni.
La pêche et la pisciculture sont pratiquées dans les environs du territoire. L'émission de timbres postaux imprimés au Royaume-Uni constitue une autre source de revenus.
Son code pays défini par l'ISO est « GS » et son domaine Internet est .gs.

## Démographie
Seule Grytviken et l'île Bird en Géorgie du Sud sont habitées en permanence, principalement durant l'été austral pour des missions scientifiques et militaires, par vingt à trente personnes.

## Langues
La langue officielle de la Géorgie du Sud-et-les Îles Sandwich du Sud est l'anglais.

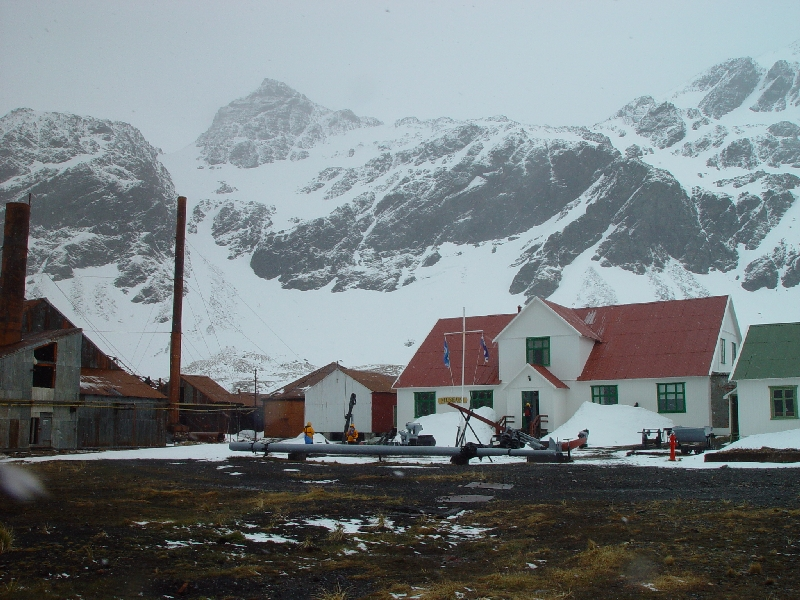
Le musée de la Géorgie du Sud situé à Grytviken en Géorgie du Sud.
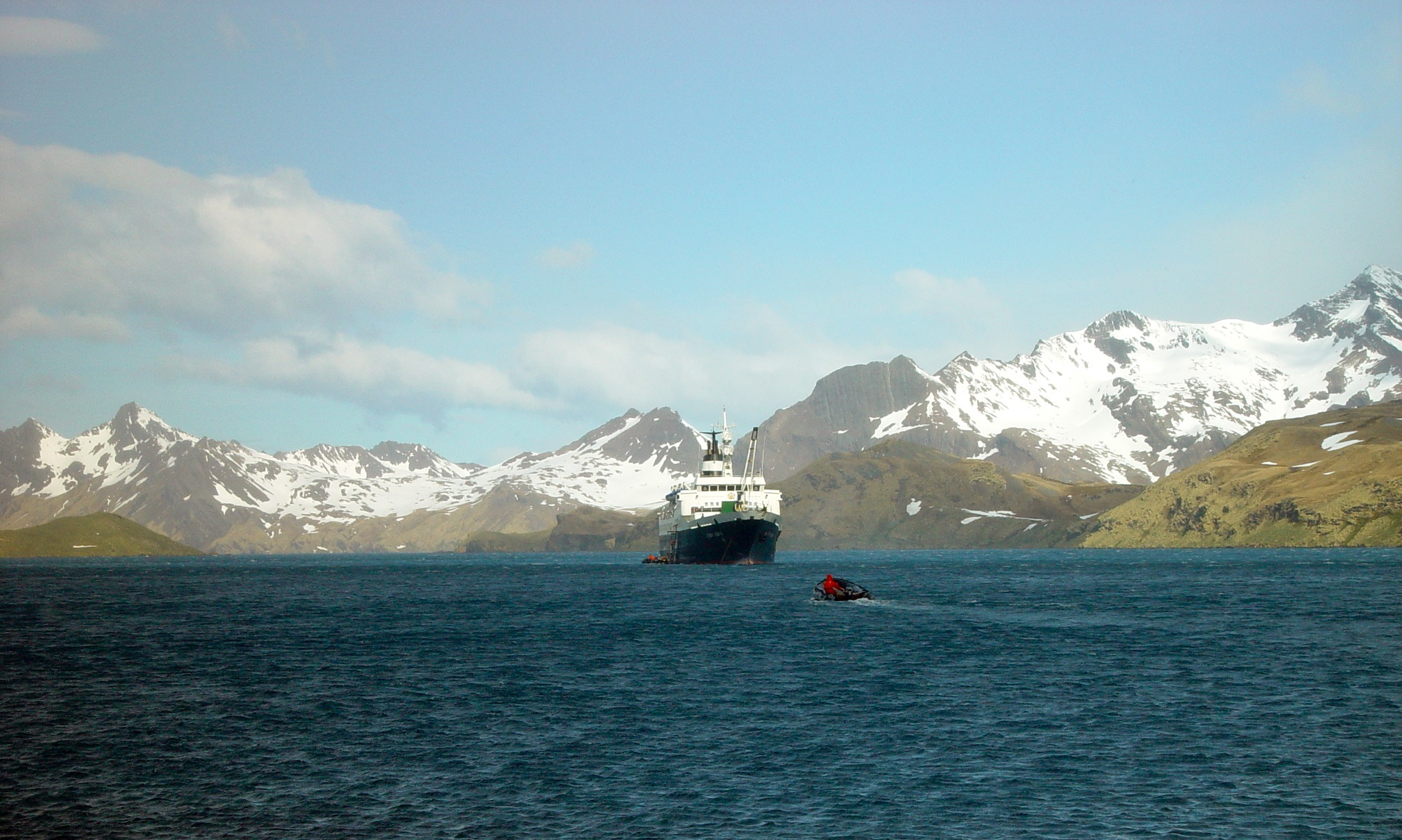
Vue de la baie de Stromness en Géorgie du Sud.